# Chilipeppar (sortgrupp)

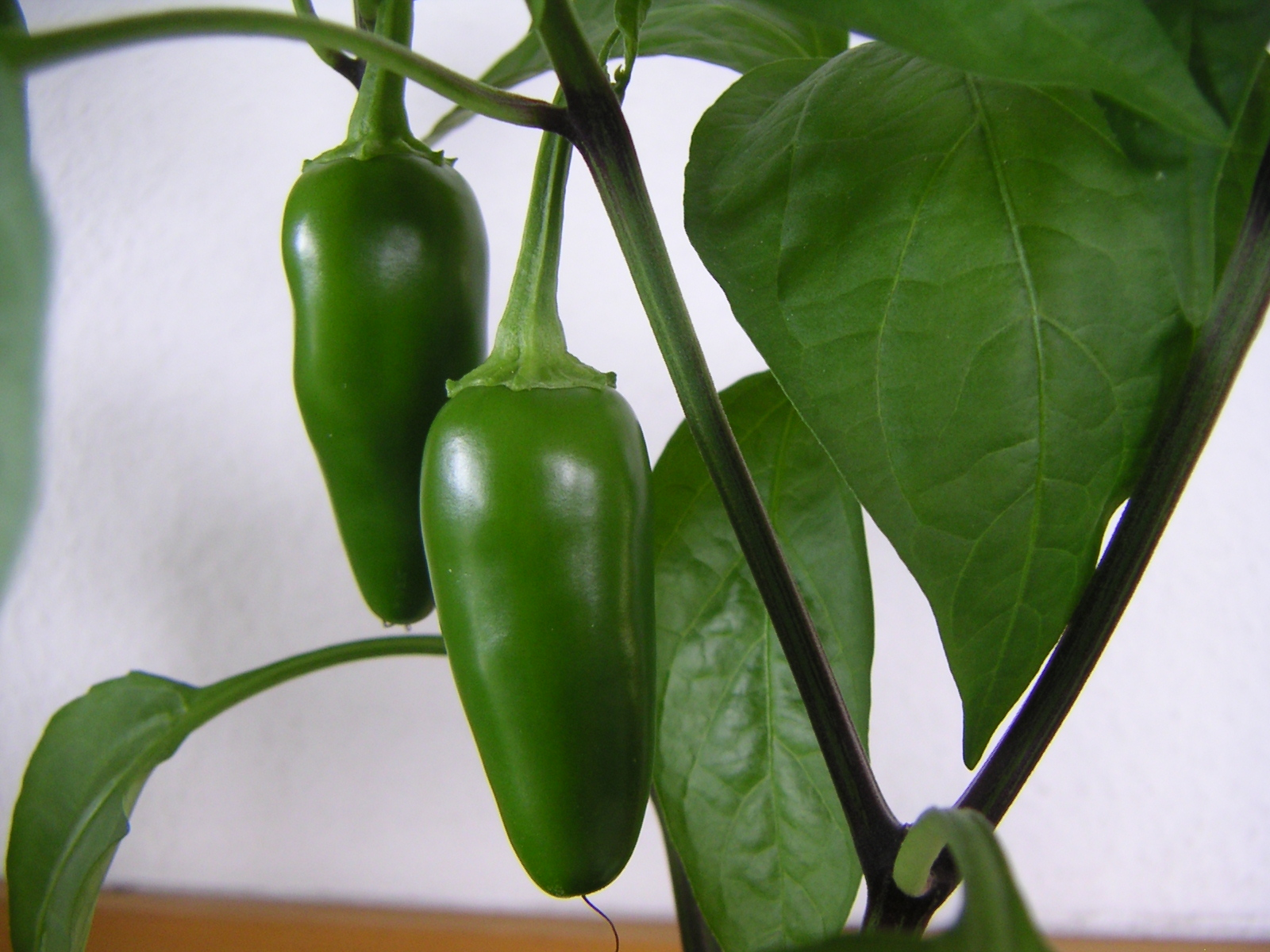
Ett par omogna jalapeños.

Chilipeppar, Longum, är en sortgrupp inom arten spanskpeppar (Capsicum annuum) och innefattar sorter med mycket stark, kryddhet smak. Frukterna är ofta relativt små och tunnväggiga men uppvisar i övrigt stor variation i fråga om färg och form. Till denna grupp brukar bland annat föras de sorter som går under benämningar som cayennepeppar och jalapeño. Observera att namnförvirring råder och att vissa namn inom gruppen, exempelvis "Anaheim", "Ancho", "De Árbol", "Jalapeño" och "Pasilla" kan avse en grupp liknande sorter snarare än en enstaka sort.
Observera även att språkliga missförstånd kan förekomma då chilipeppar dessutom är en rent allmän benämning på frukter och plantor från arterna i släktet spanskpeppar (capsicum).
Övriga sortgrupper inom arten är paprika, prydnadspaprika och körsbärspaprika.